# استان اوئانکانه
استان اوئانکانه (به اسپانیایی: Provincia de Huancané) یک استان در پرو است که در منطقه پونو واقع شده‌است. استان اوئانکانه ۲٬۸۰۵٫۸۵ کیلومتر مربع مساحت و ۷۴٬۵۴۲ نفر جمعیت دارد و ۳٬۸۰۹ متر بالاتر از سطح دریا واقع شده‌است.